# Körner-Denkmal (Bremen)

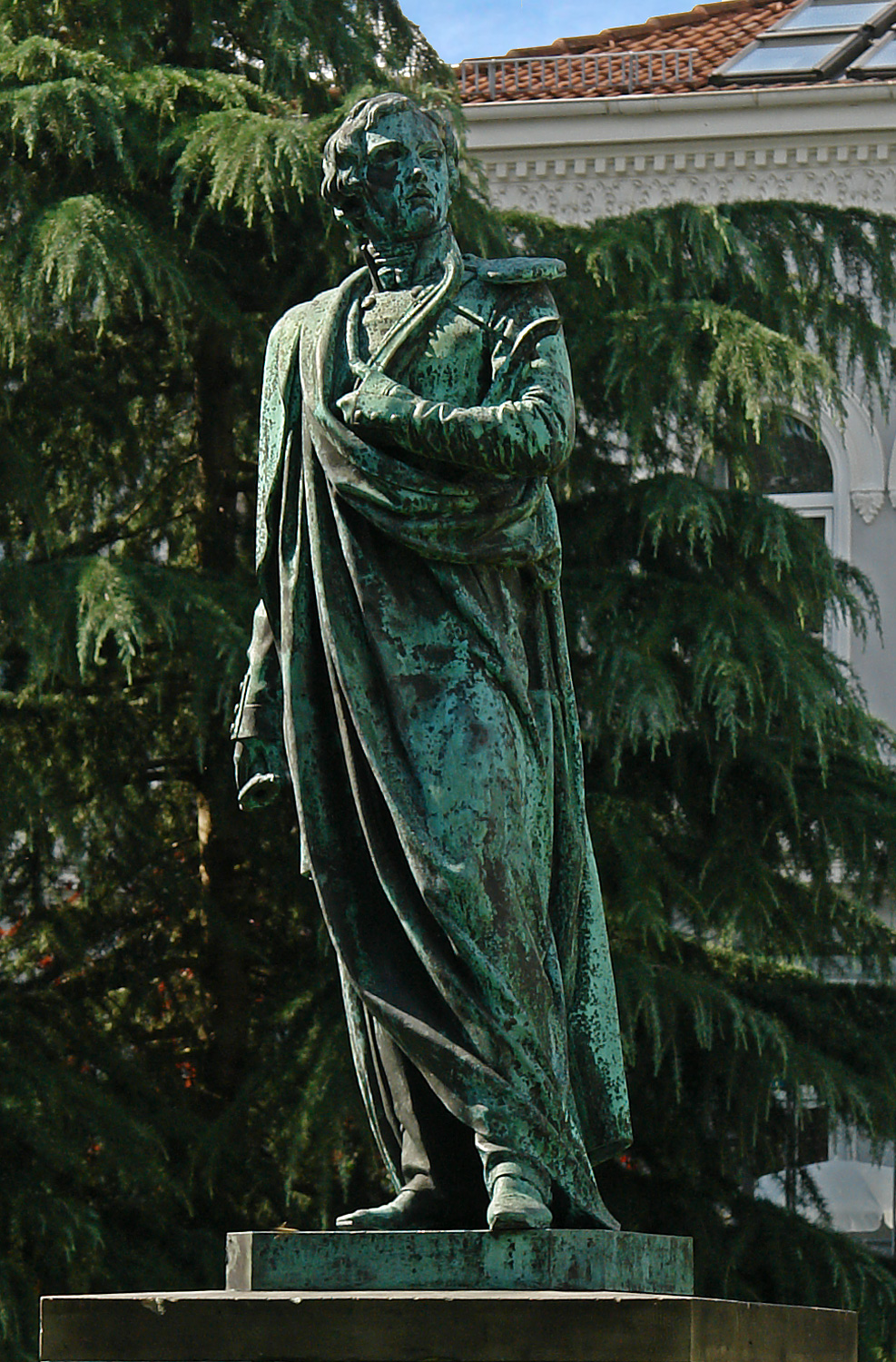
Körner-Denkmal

Das bronzene Denkmal auf dem Theodor-Körner-Wall in Bremen für den Dichter und Kämpfer in den Befreiungskriegen wurde von Bürgern der Hansestadt gestiftet und 1865 aufgestellt. Seit 1973 steht es unter Denkmalschutz.

## Theodor Körner
Theodor Körner (1791–1813) hatte als junger Dichter um 1810 bereits große Erfolge mit anspruchslosen Lustspielen und pathetischen Tragödien erreicht. Äußerst populär wurde er durch überschwängliche Kriegslyrik, die er unter dem Eindruck seiner Teilnahme an den Feldzügen der Lützower Jäger gegen die Franzosen in den Befreiungskriegen schrieb („Lützows wilde, verwegene Jagd“, Gedichtsammlung „Leier und Schwert“). Körners Vaterlandsliebe, aber auch sein Franzosenhass und seine Kriegsverherrlichung kamen dem in den 1860er Jahren wieder aufblühenden Nationalismus entgegen.

## Entstehungsgeschichte
Dass Körner das erste einem Dichter errichtete Denkmal in Bremen gewidmet wurde, ist auf den Zufall der persönlichen Vorliebe des Initiators und Hauptspenders zurückzuführen. Heinrich Carl Oldehoff, ein Bremer Bauunternehmer, hatte auf einem von ihm in der östlichen Vorstadt mit Reihenhäusern bebauten Areal den Körnerwall freigelassen, eine vom Sielwall abgehende Straße um einen hufeisenförmigen, von Bremer Häusern umgebenen Platz. Mit der Errichtung eines Gedenksteins wollte er dort ein in seiner Jugend an Körners Grab geleistetes Versprechen erfüllen, in seiner Heimatstadt einen Gedenkstein an diesen Helden der Freiheitskriege zu errichten. Bevor er dies realisieren konnte, starb Oldehoff. Seine Freunde griffen 1863, als man auch in Bremen die 50-jährige Wiederkehr der Völkerschlacht bei Leipzig, das entscheidende Ereignis der Freiheitskriege feierte, das Vorhaben wieder auf. Es kamen 1100 Taler an Spenden von Bremer Bürgern zusammen, mehr als man für einen schlichten Gedenkstein brauchte. Johann Andreas Deneys, ein in St. Petersburg lebender Bildhauer aus Bremen, lieferte schließlich eine Bronzestatue. Die relativ bescheidene Größe (die Figur ist knapp lebensgroß, also deutlich kleiner als der sonst zeitübliche Maßstab vorgab) war bedingt durch die begrenzte Summe der zur Verfügung stehenden privaten Mittel.

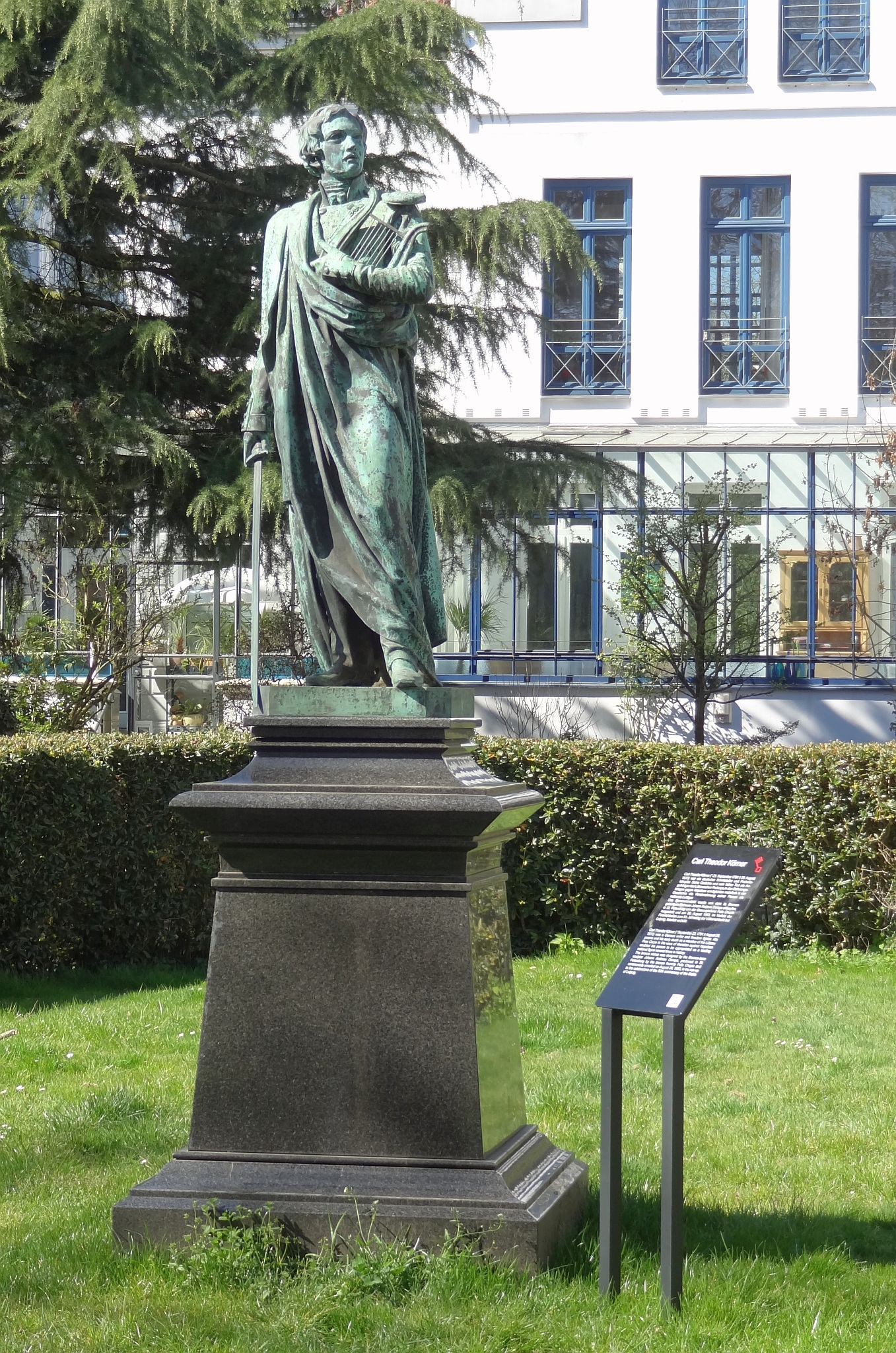
Körner-Denkmal 2022

Am 26. November 1865 wurde das Denkmal eingeweiht. Nach dem Zweiten Weltkrieg setzte man das Standbild auf einen neuen, schlichteren Sockel. 2021 wurde das Standbild repariert und auf einen neuen Granitsockel gestellt.

## Bedeutung
Im Gegensatz zu vielen anderen Körner-Denkmälern aus der zweiten Hälfte des 19. Jahrhunderts kommt das Bremer Standbild nur wenig kämpferisch daher: Den Degen hält der Held gesenkt, die Leier drückt der Poet an sein Herz. Der Kragen der Uniform schaut kaum unter der in mächtigem Bogen fallenden Toga hervor. Den Dichter, nicht den kriegerischen Helden wollte man dargestellt wissen. Ein Jahrzehnt später und nur wenige Jahre nach dem Deutsch-Französischen Krieg stürmt Körner auf dem Dresdener Denkmal ungleich martialischer voran.